# Castell de Kiel
El Castell de Kiel o Kieler Schloss és un castell a la ciutat de Kiel a l'estat de Slesvig-Holstein a Alemanya. Era una residència secundària de la casa de Holstein-Gottorp construïda a la primera meitat del segle xiii a una punta de terra al Kieler Förde, per ordre d'Àdolf IV de Schaumburg.
Al segle xv passà sota el domini de Frederic I de Dinamarca. El seu fill, Adolf I de Holstein-Gottorp va eixamplar una ala de l'edifici en estil renaixentista.
Al segle xix l'edifici va ser utilitzat per l'assemblea del ducat de Slesvig-Holstein i per la universitat. Durant la Guerra dels Ducats va servir d'hospital militar i de quarter general de l'exèrcit.
De 1888 a 1918 va ser la residència d'Enric de Prússia.
Després de la primera guerra mundial, en retirar-se el príncep Enric a Emmelmark, el castell va acollir la biblioteca estatal. Durant la Segona Guerra Mundial va ser destruït quasi completament, a l'atac del 4 de gener del 1944 va cremar fins als seus fonaments, ja que es trobava al costat del port militar.
Després de la segona guerra mundial, diverses extensions i construccions noves van afegir-se al poc que va quedar de l'edifici original:

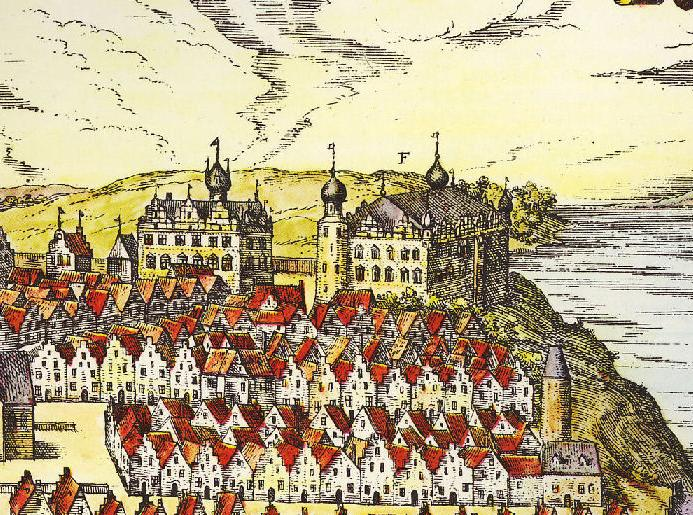
El castell a l'època renaixent (1512)
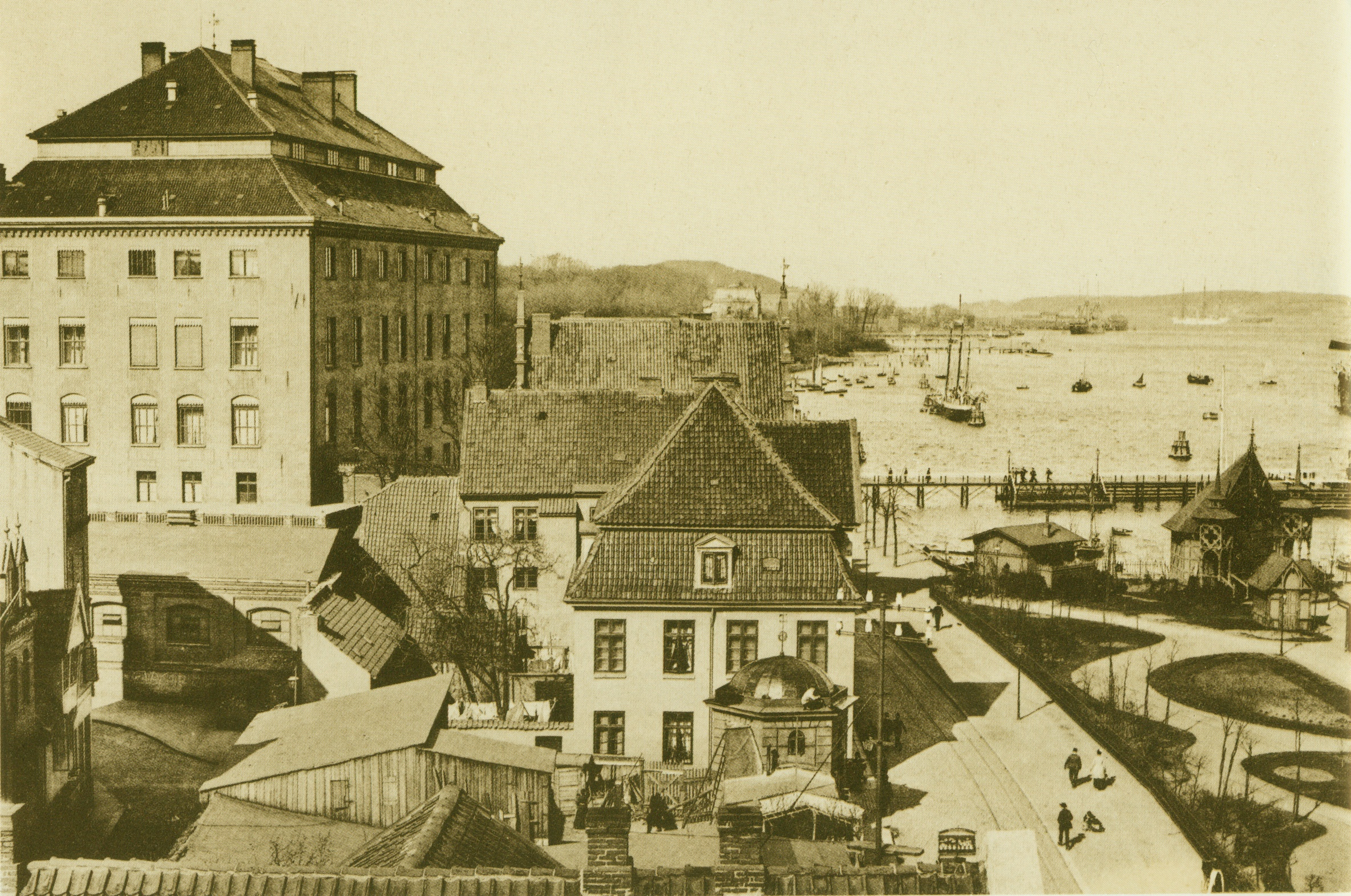
El castell el 1893 en direcció nord
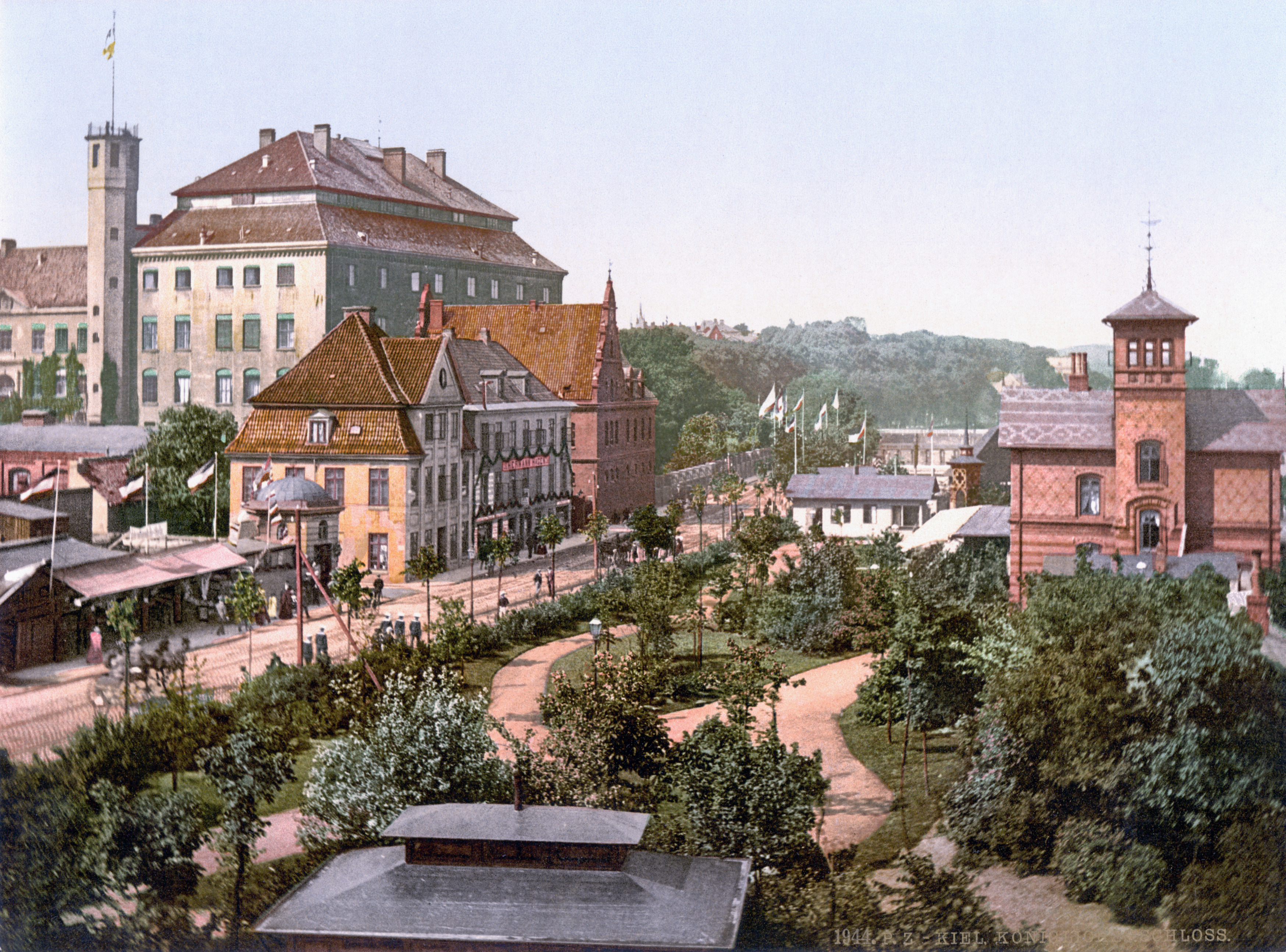
Al 1900
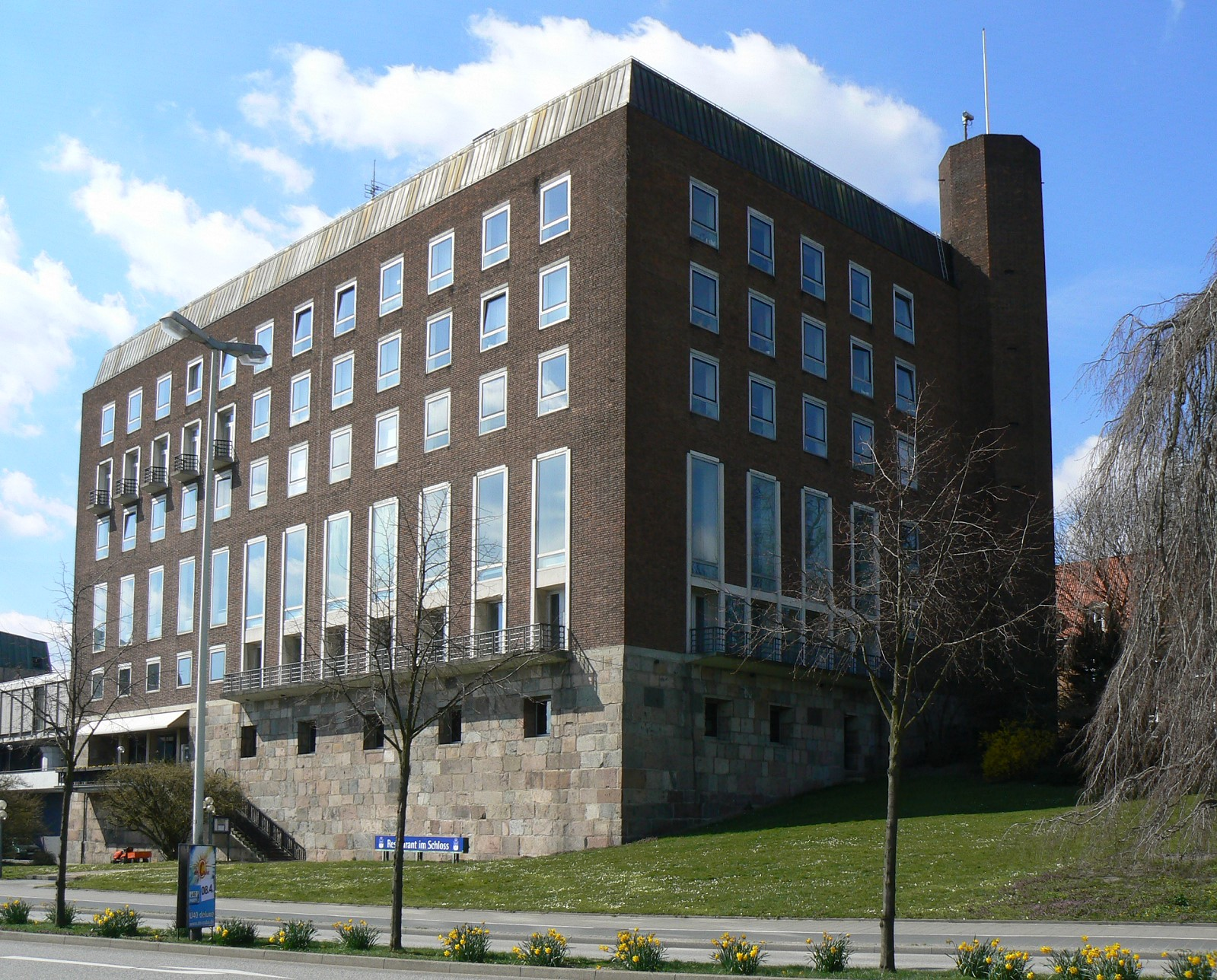
Façana oriental del 1961
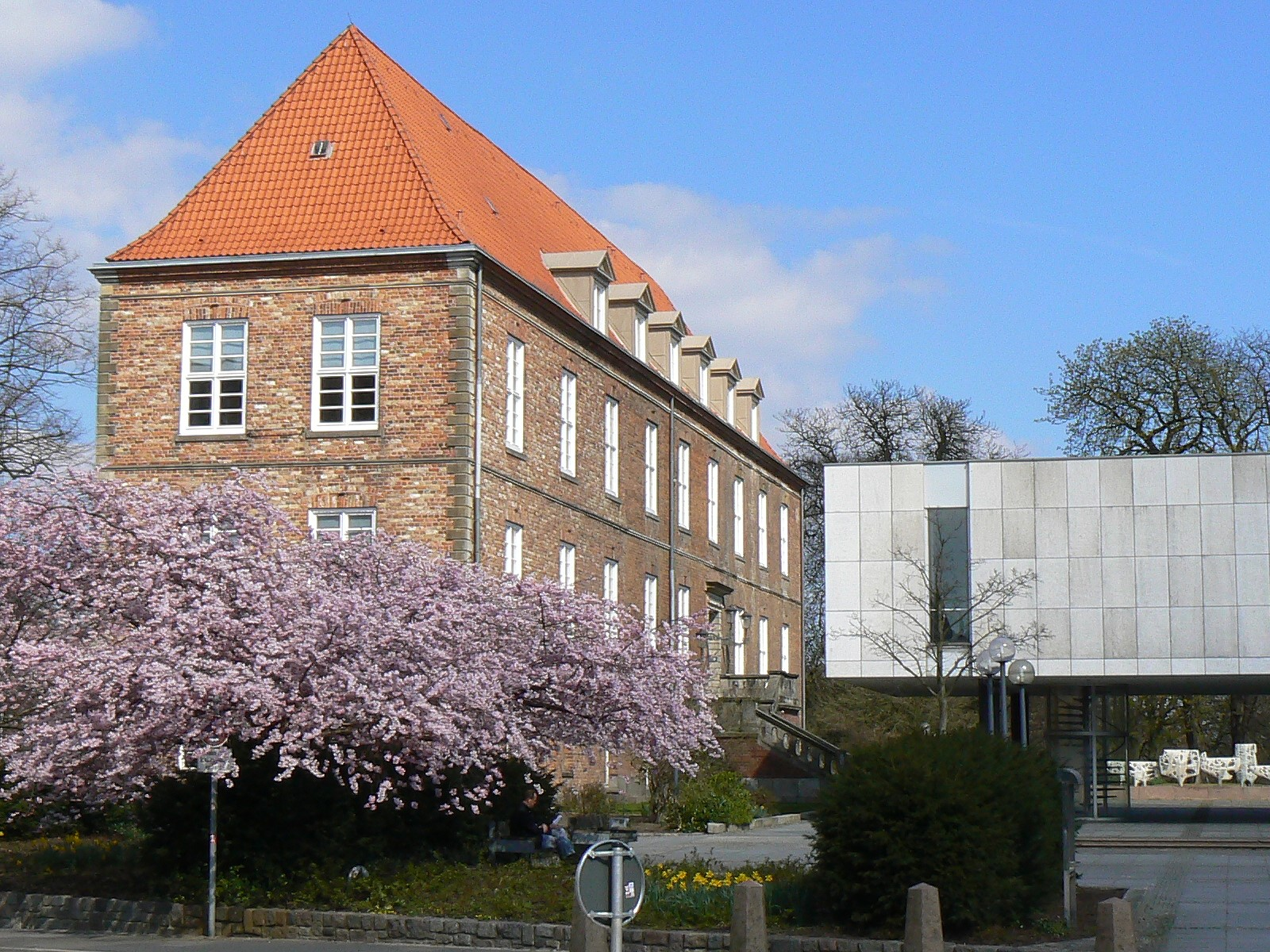
Ala de l'arquitecte Rantzau
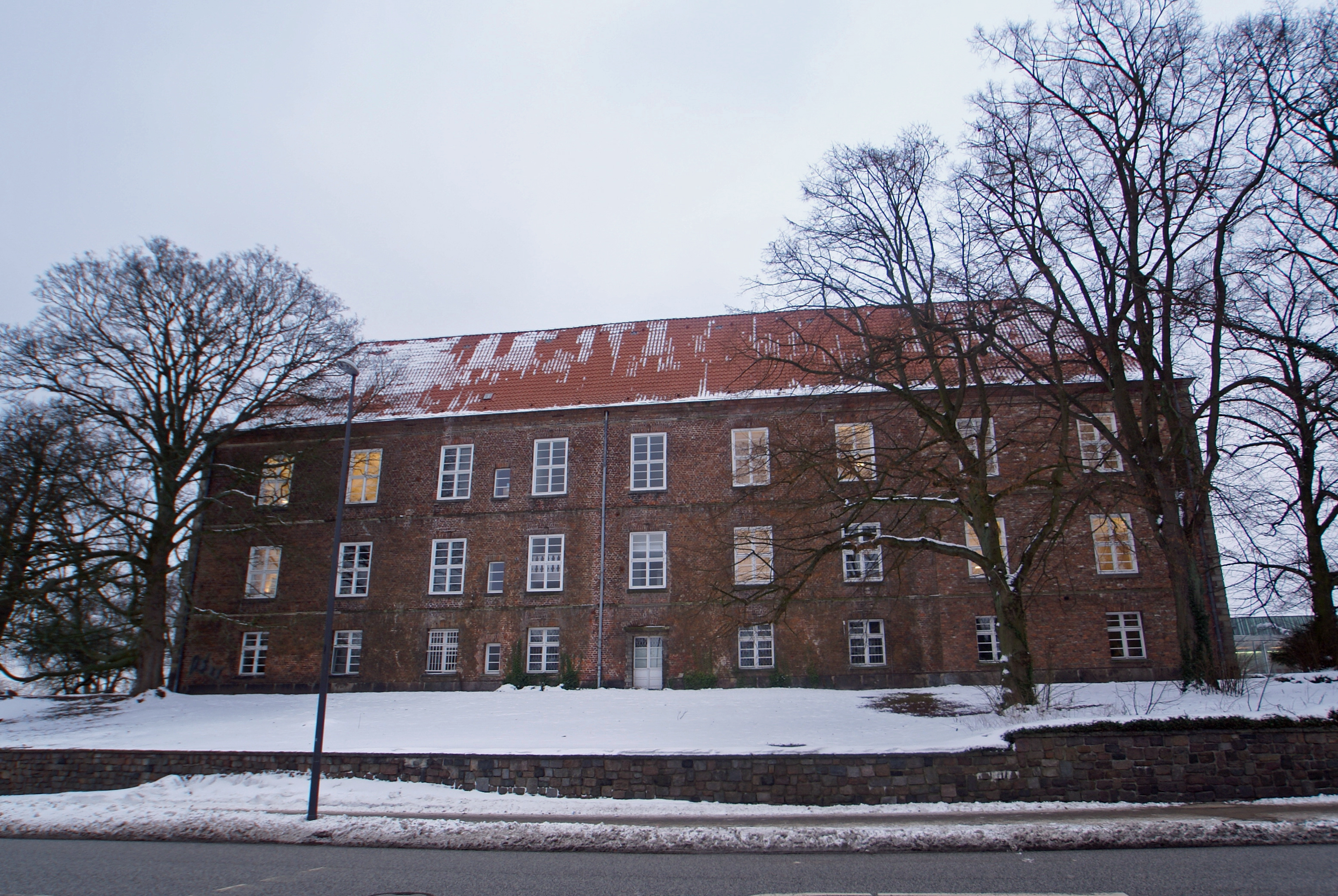
Ala antiga